# Sha Mahmood Noor Zahi
Sha Mahmood Noor Zahi (paschtunisch شاه محمود نور ځاځی, persisch شاه محمود نور زهی; * 21. März 1991 in Nimrus) ist ein afghanischer Leichtathlet, der sich auf den Sprint spezialisiert hat. Aktuell ist er Inhaber der Landesrekorde über 100 und 200 Meter.

## Leben
Sha Mahmood Noor Zahi wurde 1991 als jüngstes von sechs Geschwistern in der südwestlichen Provinz Nimrus Afghanistans geboren. Nachdem 1996 die Taliban die Macht übernahmen, floh seine Familie in den Iran und kehrte 2001 nach deren Sturz zurück, in die Provinz Farah.
Nach den Olympischen Spielen in Paris 2024 und der Kenntnis europäischer Sportanlagen reiste er mit seinem Schengen-Visum nach Deutschland und beantragte Asyl. Er lebt im Ankerzentrum Schweinfurt.

## Sportliche Laufbahn
Als Jugendlicher begann Noor Zahi Sport zu treiben und wurde nach Erfolgen als Sprinter 2018 in die afghanische Nationalmannschaft aufgenommen. Wegen der besseren Trainingsbedingungen dort schickte ihn die damalige Regierung mit einem Stipendium in den Iran.
Erste internationale Erfahrungen sammelte er im Jahr 2021, als er bei den Olympischen Sommerspielen in Tokio dank einer Wildcard im 100-Meter-Lauf startete und dort mit 11,04 s in der Vorausscheidungsrunde ausschied. Eine Woche nach seiner Rückkehr übernahmen die Taliban die Macht und Noor Zahi begab sich wieder in den Iran. Im Jahr darauf wurde er bei den Islamic Solidarity Games in Konya im Halbfinale über 100 Meter disqualifiziert und schied über 200 Meter mit 21,60 s ebenfalls im Semifinale aus. 2023 schied er bei den Hallenasienmeisterschaften in Astana mit 7,10 s in der ersten Runde im 60-Meter-Lauf aus und im Oktober schied er bei den Asienspielen in Hangzhou über 100 und 200 Meter jeweils in der Vorrunde aus. Im Jahr darauf schied er bei den Hallenasienmeisterschaften in Teheran mit 6,97 s in der Vorrunde über 60 Meter aus und im August nahm er erneut bei den Olympischen Sommerspielen in Paris teil und schied dort mit neuem Landesrekord von 10,64 s in der Vorausscheidungsrunde über 100 Meter aus. Zudem war er Fahnenträger Afghanistans bei der Eröffnungsfeier der Spiele.

## Persönliche Bestleistungen
- 100 Meter: 10,64 s (+0,6 m/s), 3. August 2024 in Paris (afghanischer Rekord)
  - 60 Meter (Halle): 6,97 s, 18. Februar 2024 in Teheran (afghanischer Rekord)
- 200 Meter: 21,65 s (+0,3 m/s), 30. Mai 2022 in Teheran (afghanischer Rekord)